# Municipio de Saling
El municipio de Saling (en inglés: Saling Township) es un municipio ubicado en el condado de Audrain en el estado estadounidense de Misuri. En el año 2010 tenía una población de 1472 habitantes y una densidad poblacional de 7,23 personas por km².

## Geografía
El municipio de Saling se encuentra ubicado en las coordenadas 39°17′49″N 92°12′54″O / 39.29694, -92.21500. Según la Oficina del Censo de los Estados Unidos, el municipio tiene una superficie total de 203.51 km², de la cual 202,92 km² corresponden a tierra firme y (0,29 %) 0,59 km² es agua.

## Demografía
Según el censo de 2010, había 1472 personas residiendo en el municipio de Saling. La densidad de población era de 7,23 hab./km². De los 1472 habitantes, el municipio de Saling estaba compuesto por el 96,81 % blancos, el 1,29 % eran afroamericanos, el 0,54 % eran amerindios, el 0,14 % eran asiáticos, el 0,48 % eran de otras razas y el 0,75 % eran de una mezcla de razas. Del total de la población el 1,09 % eran hispanos o latinos de cualquier raza.